# Senador Modestino Gonçalves
Senador Modestino Gonçalves – miasto i gmina w Brazylii, w stanie Minas Gerais. Znajduje się w mezoregionie Jequitinhonha i mikroregionie Diamantina.